# Квартирант (фильм, 1966)
«Квартирант» (пол. Sublokator) — известный польский чёрно-белый художественный фильм, комедия 1966 года.

## Сюжет
Учёный Людвик ищет тихое место, где бы мог проводить свои исследования. Он арендует квартиру в доме, в котором живут одинокие женщины, каждая из которых имеет свою странность — владелица дома Мария хочет скрестить шиншилл с крысами, её племянница Маргарет мечтает убить свою тётю, а Казимира — переоборудовать дом в физкультурный центр для неработающих женщин. Каждая из них хочет втянуть Людвика в осуществление своих планов.

## В ролях
- Ян Махульский — Людвик
- Барбара Людвижанка — Мария
- Катажина Ланевская — Казимира
- Магдалена Завадска — школьница Малгося
- Тереса Липовская — Фредзя Квасневска
- Кристина Фельдман — медсестра
- Эдвард Вихура — хозяин прачечной
- Витольд Пыркош
- Войцех Раевский — владелец собаки